# Housewives from Another World
Housewives from Another World ist ein US-amerikanischer Erotikfilm des Regisseurs Fred Olen Ray unter dem Pseudonym Nicholas Medina, der 2010 als Fernsehproduktion für die Senderkette Cinemax gedreht wurde.

## Handlung
Zu Beginn des Films erwischt Karen ihren Mann Max mit der Nachbarin Rita im Bett. Verärgert verlässt sie das Haus und läuft mit einer Flasche Alkohol in der Hand fort. Draußen entdeckt sie den Splitter eines Meteoriten, der auf der Erde niedergegangen ist. Sie hebt einen kleinen Teil des scheinbar leblosen Gesteins auf. Jedoch ermöglicht dies der außerirdischen Lebensform in dem Meteoriten, die Kontrolle über den Körper der Frau zu übernehmen.
Die außerirdische Lebensform versucht nun im Körper von Karen die geheime Entwicklung eines Weltraumerkundungs-Satelliten zu verhindern. Um ihre Pläne umzusetzen, schenkt sie auch der Nachbarin Rita und Max’ Arbeitskollegin Carla eine Kette mit einem Meteoritensplitter. Carla hat gemeinsam mit Tom eigentlich ebenfalls den Auftrag, die Pläne für den Satelliten zu stehlen.

## Hintergrund
Produziert wurde der Film von der Produktionsgesellschaft Retromedia Entertainment. Er wurde ab Januar 2011 mehrfach zu festen Uhrzeiten und „on demand“ bei der Senderkette Cinemax ausgestrahlt. Die DVD erschien bereits am 6. April 2010.

## Rezeption
Ken Pierce schreibt für PiercingMetal Musings, dass der Film im Vergleich zu ähnlichen Filmen wie „Tarzeena“ oder „Super Ninja Doll“ wenig beeindruckt hinsichtlich von Sets und Kostümen. Jedoch lobt er die darstellerischen Leistungen von Heather Vandeven und Christine Nguyen. HK and Cult Film News lobt ebenso die Darsteller – neben Christine Nguyen auch Rebecca Love sowie die männlichen Schauspieler. Außerdem wird die Regie sowie die gute Qualität anbetracht des niedrigen Budgets herausgestellt.
Auch Dr. Gore’s Movie Reviews und Mitch Lovell (The Video Vacuum) haben Reviews zu diesem Film veröffentlicht.